# Collarenebri
Collarenebri est un village australien situé dans la zone d'administration locale de Walgett, en Nouvelle-Galles du Sud.

## Géographie
Le village est situé dans l'Orana, au nord de la Nouvelle-Galles du Sud, à 75 km au nord-est de Walgett et à 700 km au nord-ouest de Sydney. Il est arrosé par la Barwon et traversé par la Gwydir Highway.
Le nom du village est d'origine aborigène et signifie l'« endroit des fleurs ».
L'économie du village est basée sur l'agriculture (culture du coton et des céréales, élevage de bœufs et de moutons) et l'exploitation de pierres précieuses (topaze, agate)

## Démographie
| 2006 | 2011 | 2016 | 2021 |
| ---- | ---- | ---- | ---- |
| 973  | 767  | 650  | 634  |